# Ćwiczebny cel powietrzny

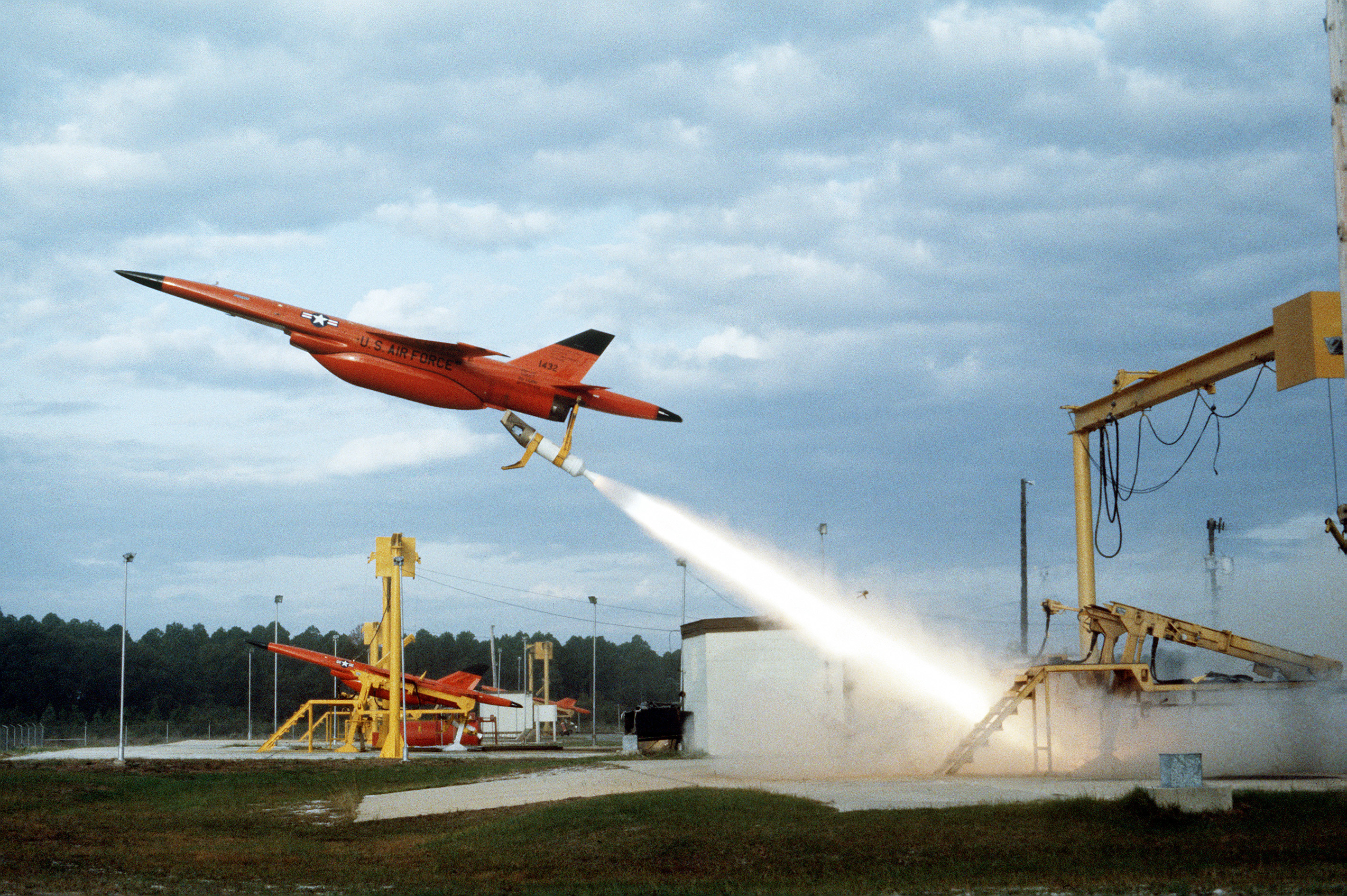
Ćwiczebny cel powietrzny przydźwiękowy Ryan BQM-34 Firebee podczas startu ze specjalnej wyrzutni

Ćwiczebny cel powietrzny – obiekt imitujący cel powietrzny, przeznaczony do ćwiczenia strzelań z użyciem rakiet wyposażonych w radiolokacyjny system naprowadzania, rakiet naprowadzanych na podczerwień, wykonywania strzelań z przenośnych przeciwlotniczych zestawów rakietowych oraz strzelań artyleryjskich.

## Opis

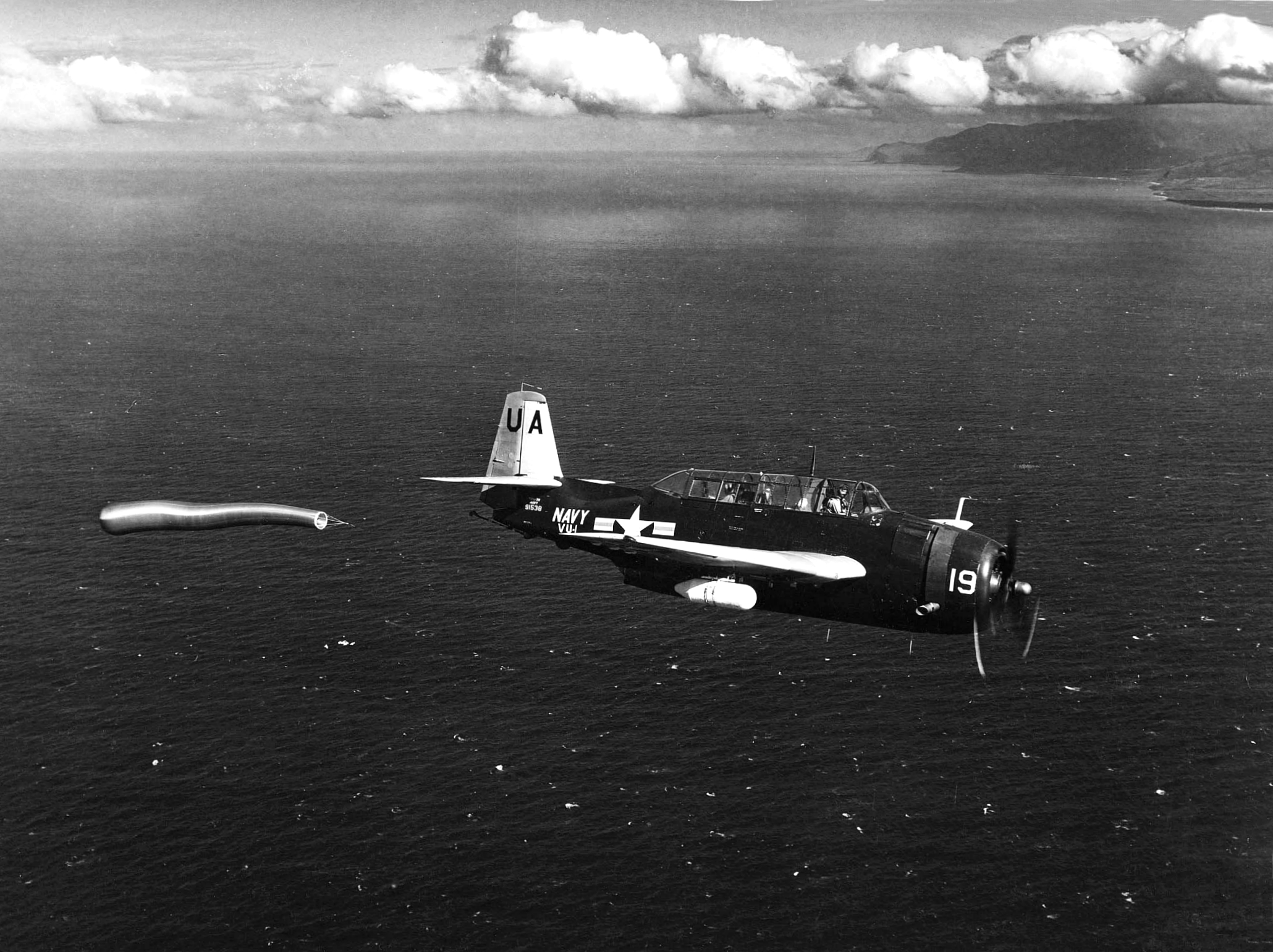
TBM-3U Avenger holujący rękaw do strzelań powietrznych

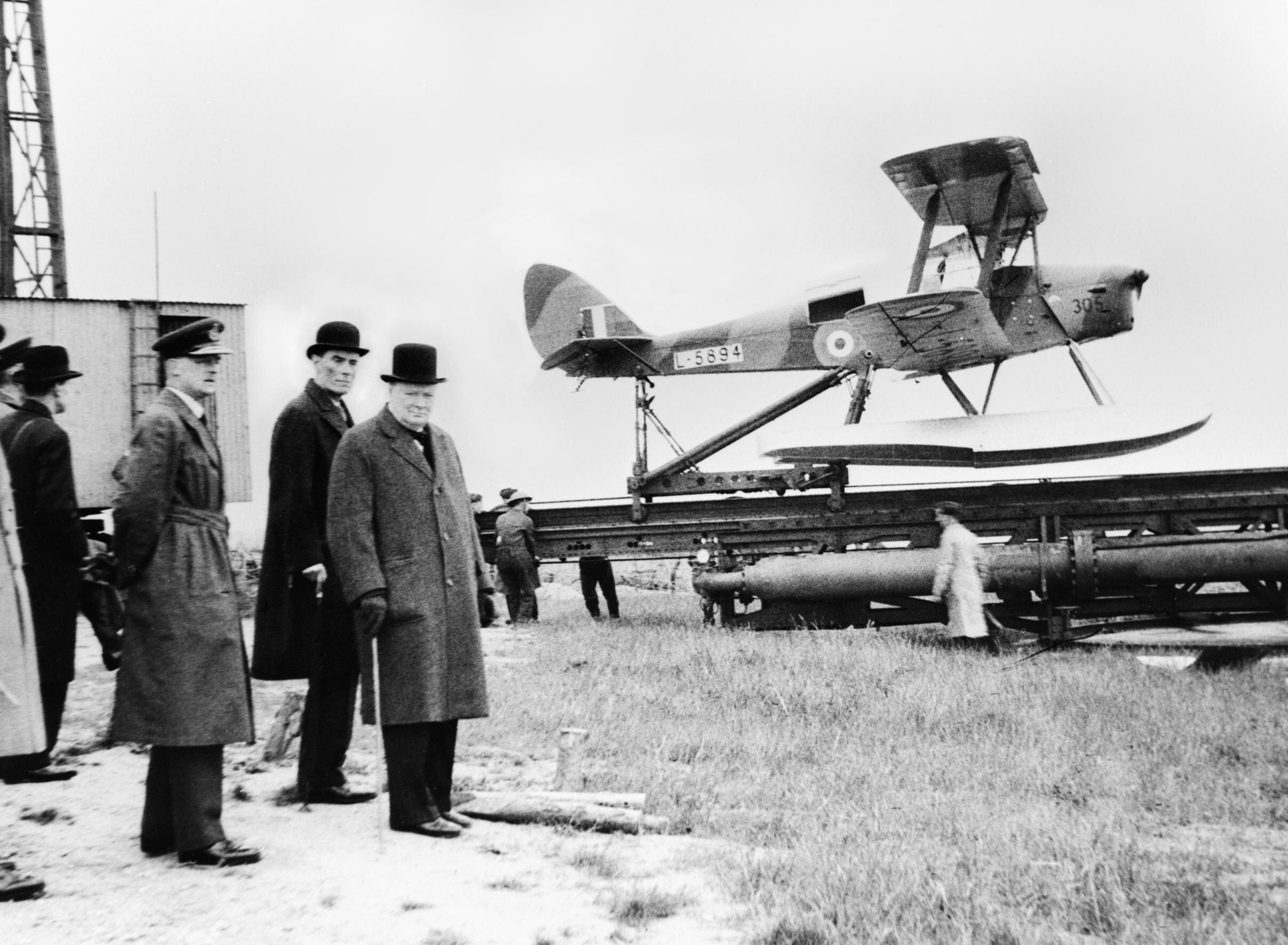
Winston Churchill obserwuje przygotowania do wystrzelenia latającego celu DH.82 Queen Bee, 6 czerwca 1941 r.

Może być wyposażony w źródła promieniowania podczerwonego, źródła promieniowania elektromagnetycznego, źródła wizualizacji optycznej, reflektor radarowy czy spadochronowy układ lądowania. Może być przenoszony przez samoloty lub startować ze specjalnych wyrzutni. Ćwiczebne cele powietrzne wyposażone są w czujniki, zbierające informacje o przelatujących obok pociskach artyleryjskich i rakietowych. Detektory zamontowane są na pokładzie samolotu lub umieszczone w specjalnym, ciągniętym rękawie.
Ćwiczebne cele powietrzne, wyposażone w odpowiednią aparaturę symulująca, umożliwiają testowanie systemów wczesnego ostrzegania i zarządzania obroną przeciwlotniczą kraju.
W założeniu jest to konstrukcja o niskim koszcie produkcji, łatwa w montażu i obsłudze oraz charakteryzująca się krótkim czasem przygotowania do lotu. Ponadto jego budowa powinna zapewniać wielokrotność i długotrwałość użytkowania. Do roli celu ćwiczebnego dostosowywano również wycofane z użytku samoloty, po wyposażeniu ich w odpowiednią aparaturę sterującą.

## Rodzaje
Cele ćwiczebne dzieli się na:
- spadochronowe – wolnoopadające na spadochronie, przeznaczone do treningu pilotów samolotów myśliwskich w odpaleniu kierowanych pocisków rakietowych klasy powietrze-powietrze[5]. Składają się z symulatora (pasywnego lub aktywnego) i spadochronu[6],
- holowane poddźwiękowe – nie posiadające własnego napędu, najczęściej w postaci rękawa, holowane na linie przez załogowy lub bezzałogowy statek powietrzny z prędkością rzędu 300-700 km/h. Tego typu celów używa się do ćwiczenia w strzelaniu powietrznym z broni pokładowej innych samolotów (np. myśliwskich) oraz lufowej artylerii przeciwlotniczej,
- holowane naddźwiękowe – nie posiadające własnego napędu, holowane na linie przez samolot z prędkością rzędu 1,5 Macha. Posiadają postać kadłuba zakończonego statecznikami,
- kierowane poddźwiękowe – posiadające własny napęd śmigłowy lub odrzutowy, poruszające się z prędkościami do 600 km/h, osiągające pułap lotu do 12 000 m,
- kierowane przydźwiękowe – posiadające własny napęd odrzutowy lub rakietowy, poruszające się z prędkością w przedziale 0,9-1 Macha, osiągające pułap lotu do 13 000 m,
- kierowany naddźwiękowe – posiadające własny napęd odrzutowy, rakietowy lub strumieniowy, poruszające się z prędkością do 2,5 Macha, osiągające pułap lotu do 22 000 m.